# Karl von Hocke
Karl von Hocke (* 1714 in Wien; † 19. April 1791 in Wien) war ein kaiserlicher Generalmajor.

## Leben
Karl war Angehöriger des schlesischen Adelsgeschlechts von Hocke. Er bestritt eine Offizierslaufbahn in der kaiserlich-habsburgischen Armee. 19-jährig trat er in das Dragoner-Regiment „Römer“ ein und nahm 1734 am Feldzug Oberitalien teil. Er kämpfte 1737 im Türkenkrieg in Bosnien und dann im Österreichischen Erbfolgekrieg. 1741 konnte er sich als Hauptmann bei Mollwitz auszeichnen. Nach der Schlacht bei Hohenfriedberg, 1745, wurde er zum Major befördert und stieg am 19. März 1756 zum Oberstleutnant auf. Vor Breslau bzw. Leuthen ging er mit seinem Regiment in preußische Gefangenschaft. Nach 26 Dienstjahren avancierte er 1759 zum Oberst und Kommandant des Regiments. Bei Kunersdorf wurde er verwundet. In der Schlacht bei Landeshut konnte er große Teile des Dragoner-Regiments „Platen“ gefangen setzen.
Hocke wurde am 19. Januar 1771 mit Rang vom 13. Januar 1760 Generalmajor und hat am 1. November 1771 seinen Abschied in den Ruhestand erhalten.

## Auszeichnungen
- Er konnte sich im Felde mehrfach hervortun und wurde am 22. Dezember 1761 für seine Waffentaten mit dem Ritterkreuz des Maria-Theresien-Ordens ausgezeichnet.
- Im folgenden Jahr 1762 erging für ihn ein erbländisch-österreichisches Freiherrndiplom.